# Анри Делож
Бур ла Рен
Анри Делож (фр. Henri Deloge; Сен Манде, 21. новембар 1874 — Бур ла Рен, 27. децембар 1961) је био француски атлетичар освајач две сребрне медаље на Олимпијским играма 1900. одржаним у Паризу.
Деложа сматрају једним од најбољих тркача на средње стазе почетком 20. века, који је могао парирати америчким и британским тркачима.
Као члан клуба Расинг из Париза, учествује на Олимијским играма 1900. Месец дана пре почетка игара, он је направио изузетан успех и привукао пажњу, јер је 10. јуна 1900, потрчао 1.000 метара у времену 2:36,8 минута, што је до тада било најбрже време на свету у тој дисциплини и пријављено је као незванични светски рекорд.
У квалификацијама дисциплине 800 метара на олимпијским играма био је први у групи, победивши три америчка учесника. У финалу је заузео четврто место.
Квалификације трке на 1500 метара одржане су у недељу 15. јула. У њој је требало да учествују и четири америчка атлетичара који су били фаворити за освајање медаља. Двојица од њих, Џон Крејган, и Александар Грант, у недељу су из верских разлога одустали од такмичења. Организатори су у суштини нису имали разумевања за молбу многих америчких спортиста који је желели да се такмичења не одржавају недељом. Делож је искористио неочекивану шансу, и стигао други испред преостала два америчка такмичара, Џона Бреја, и Дејвида Хола. Победник, Британац Чарлс Бенет, истрчао је у овој трци нови светски рекорд.
На крају атлетских такмичења у Паризу 22. јула одржана је трка на 5000 метара у екипној конкуренцији. Пријавила су се само два тима, Атлетско удружење британске аматерско атлетске асоцијације (ААА) и тим Расинг клуба за Француску. За екипу Француске учествовао је и Анри Делож. Екипа се састојала од 5 спортиста. Французи су заузели друго место, па је Делож освојио и другу сребрну олимпијску медаљу.

## Лични рекорди
- 800 м — 1:59,0 (1900)
- 1.500 м — 4:06,6 (1900)